# チョン・ホヒョン
チョン・ホヒョン（2001年10月25日 - ）は、大韓民国出身のプロアイスホッケー選手。ポジションはディフェンス。アジアリーグアイスホッケーの東北フリーブレイズに所属。

## 経歴
高麗大学を経て、2024年6月12日にアジアリーグアイスホッケーの東北フリーブレイズに入団した。

## 詳細情報

### 代表歴
- 2026ミラノ・コルティナダンペッツォ冬季五輪3次予選男子韓国代表